# Mursal Nabizada
Mursal Nabizada (مرسل نبی زادہ; 1993 – Kabul, 15 gennaio 2023) è stata un'attivista e politica afghana.

## Biografia
Nel 2019 fu eletta deputata al parlamento afgano per i diritti delle donne in Afghanistan. Fu membro della commissione parlamentare per la difesa. Lavorò per l'Istituto per lo sviluppo e la ricerca delle risorse umane.
Nell'agosto del 2021 rifiutò di scappare dal suo paese al ritorno della presa dei talebani.
Nel 2023 venne uccisa dai Talebani.